# 直江景綱
直江景綱，出生於永正6年（1509年）卒於天正5年(陰曆)3月5日（1577年3月24日））是日本戰國時代越後國上杉氏的家臣。本名為實綱。父親為直江酒椿。三島郡與坂城主。
他仕奉過長尾為景、長尾晴景、和上杉謙信，位至宿老。1560年當謙信為討伐北条氏康出兵關東時，他留守在春日山城代理城務。上杉軍中以武勇之士居多，景綱則以內政事務見長，因此深受謙信的重用。謙信將其本名「景虎」中的一字賜與他，因而改名直江景綱。
在天正5年（1577年）3月5日病没在春日山城
景綱未留下兒子，直江一姓由女婿直江信綱繼承。但信綱卻在因平定御館之亂之後的封賞問題被毛利秀廣所殺。對直江氏因此斷絕深感可惜的上杉景勝遂命令樋口兼續繼承直江氏。